# Пехотни атаки
„Пехотни атаки“ (на немски: Infanterie greift an) е класическа книга за военни тактики, написана от немския фелдмаршал Ервин Ромел за неговия опит в Първата световна война.
Тя е публикувана през 1937 г. и все още се преиздава. Ромел дори планира да напише продължение под заглавие „Танкът в атака“ (Panzer greift an) и събира значителен материал от Северноафриканската кампания, но умира преди да завърши този свой труд.